# 富山県立富山工業高等学校
富山県立富山工業高等学校（とやまけんりつ とやまこうぎょうこうとうがっこう、英: Toyama Prefectural Toyama Technical High School）は、富山県富山市五福にある公立の工業高等学校。通称は「富工（とみこう）」。

## 設置学科

### 全日制
- 機械工学科 - 80名2クラス

機械系の製図・工作・設計などの基礎的な知識と技術を学ぶ。実習中心でものづくりの基本についても学ぶ。
- 電子機械工学科 - 40名1クラス

機械系の製図・工作・設計などの基礎的な知識と技術を学ぶ。また情報系のプログラミング・ソフトウェア・ハードウェアなどの基礎的な知識についても学ぶ。
- 金属工学科 - 40名1クラス

材料の性質や加工・製造・用途などについての知識と技術を学ぶ。
- 電気工学科 - 80名2クラス

電気基礎・電力技術・電子技術などの基礎的な知識と技術を学ぶ。
- 建築工学科 - 40名1クラス

建築系の製図・設計・構造などの基礎的な知識と技術を学ぶ。2年次には、建築コースとインテリアコースに分かれて学習する。
- 土木工学科 - 40名1クラス

　測量や土木などの基礎的な知識と技術を学ぶ。

### 定時制
- 機械科（4年制、約40名）
- 電気科（4年制、約40名）
- 生産機械科（3年制、約40名）※1年次に昼は富山県技術専門学院で学び、夜は本校定時制で学ぶことにより3年間で卒業することができ、学習内容は機械科とほぼ同じである。

## 沿革
- 1948年（昭和23年）
  - 9月 - 富山県立富山工業高等学校・富山市立富山工業高等学校・富山県立婦負高等学校・富山県立西部女子高等学校の4校を統合して富山県立富山西部高等学校となる[1]。全日制に機械、電気、工業化学、土木、建築、木材工芸、金属工業、普通、農業、蚕業の諸学科を置く。
- 1950年（昭和25年）- 普通科を富山県立富山中部高等学校に、富山県立富山北部高等学校の薬業科を本校へ移す。
- 1951年（昭和26年）- 富山県立富山工業高等学校と改称。定時制に電気科新設、農業、園芸科を富山県立婦負農業高等学校（現・富山県立富山西高等学校）に分離。
- 1954年（昭和29年）10月21日 - 1947年（昭和22年）から8年がかりで建設されてきた校舎の落成式[2]。
- 1963年（昭和38年）- 木材工芸科を工芸科と改称。薬業科生徒募集停止。
- 1964年（昭和39年）- 設計計測科新設。
- 1965年（昭和40年）- 定時制に生産機械科新設。
- 1969年（昭和44年）- 土木科生徒募集停止。
- 2010年（平成22年）- 富山県立大沢野工業高等学校と統合。富山県立富山西高等学校の土木科を本校へ移す。情報技術科を電子機械工学科と改称したほか、全日制全学科が「○○工学科」となる。

## 部活動

### 全日制
2012年夏（第94回）に硬式野球部が春・夏通じて初の甲子園出場。
- 運動系 - 野球、ハンドボール、サッカー、バスケットボール、ボート、ラグビー、バドミントン、陸上、ソフトテニス、卓球、山岳、バレーボール（男・女）、柔道、ソフトボール、剣道、ボクシング
- 文化系 - 放送、ボランティア、新聞、茶道、吹奏楽、写真、軽音楽
- 工学系 - 機械工学、建築工学、電子機械工学、パソコン、自動車整備、金属工学、電気研究、土木工学

### 定時制
- 運動系 - バドミントン、陸上、卓球
- 工学系 - 工学研究

## 資格
以下の検定または試験は、在学中に全員受験または受験可能である。学科によって受験する検定は異なる。
- 計算技術検定1～3級
- 情報技術検定1～3級
- 基礎製図検定
- 機械製図検定
- 初級CAD検定
- 危険物取扱者
- 第一種電気工事士
- 第二種電気工事士
- ボイラー技士2級（3日間の講習を受けてから）
- 2級建築施工管理技術検定(学科試験のみ受験)
- 情報処理技術者試験
  - 初級システムアドミニストレータ
  - 基本情報技術者

## 進路

### 就職先
- 北陸電力
- アイシン軽金属
- 立山マシン
- 田中精密工業
- 西日本旅客鉄道
- 富山地方鉄道

- 村田製作所
- トヨタ自動車
- 三菱ふそうバス製造
- 日産化学工業
- 不二越
- YKK AP

- 関西電力
- 東京電力
- 東洋電子工業
- オダケホーム
- オスカービルトなど

### 進学先
- 富山大学
- 富山県立大学
- 富山国際大学
- 高岡法科大学
- 大東文化大学

- 国士舘大学
- 早稲田大学
- 金沢工業大学
- 福井工業大学
- 愛知工業大学

- 名城大学
- 東京情報大学
- 東京電機大学
- 日本工業大学
- 長岡技術科学大学
- 新潟大学

- 富山工業高等専門学校
- 富山商船高等専門学校
- 専門学校 など

## 著名な出身者
- 梅津栄（俳優）
- 剣幸（元宝塚歌劇団月組男役トップスター・女優）
- 金山明博（アニメーター）
- 三木康一郎（映画監督）
- 宮越孝治（競輪選手）
- 宮越大（競輪選手）
- 山田直稔（浪速商事株式会社会長・オリンピックおじさん）[3]
- 岡島俊樹（元サッカー選手）
- 佐々木駿（ラグビー選手）
- 飴谷由毅（バスケットボール選手）

## 校歌
作詞：藤村作、作曲：福井直秋

## アクセス
- 富山地方鉄道富山軌道線富山モビルディー富山Gスクエア五福前（五福末広町）及び富山大学前電停より徒歩5分

## その他
- 2018年（平成30年）、頭髪に関する規則に違反した生徒68人が、教諭5人に髪を切られる体罰を受けていたことが公表されている[4]。